# Ambohimanga
Ambohimanga je hrib in tradicionalno utrjeno kraljevo naselje (rova) na Madagaskarju, ki je približno 24 kilometrov severovzhodno od glavnega mesta Antananarivo. Je v občini Ambohimanga Rova.
Hrib in rova, ki stoji na vrhu, veljata za najpomembnejši simbol kulturne identitete ljudstva Merina ter najpomembnejši in najbolje ohranjen spomenik predkolonialne kraljevine Merina. Obzidana zgodovinska vas vključuje rezidence in grobišča več ključnih monarhov. Mesto, eden od dvanajstih svetih hribov Merina, je povezano z močnimi občutki nacionalne identitete in ohranja svoj duhovni in sveti značaj tako v obredni praksi kot v ljudski domišljiji vsaj štiristo let. Ostaja bogoslužni kraj, kamor prihajajo romarji z Madagaskarja in od drugod.
Mesto je bilo politično pomembno že od zgodnjega 18. stoletja, ko je kralj Andriamasinavalona (1675–1710) razdelil kraljestvo Merina na štiri četrti in svojemu sinu Andriantsimitoviaminiandriani dodelil upravljanje severovzhodne četrti, Avaradrana, iz njegove novoimenovane prestolnice v Ambohimangi. Delitev Merine je povzročila 77-letno državljansko vojno, v tem času pa so zaporedni vladarji Avaradrana vodili vojaške pohode, da bi razširili svoje ozemlje, medtem ko so spreminjali obrambo v Ambohimangi, da bi jo bolje zaščitili pred napadi. Vojno je iz Ambohimanga končal kralj Andrianampoinimerina, ki se je uspešno lotil pogajanj in vojaških pohodov, ki so ponovno združili Merino pod njegovo vladavino do leta 1793. Po zavzetju zgodovinske prestolnice Merina v Antananarivu je Andrianampoinimerina preselil svoj kraljevi dvor in vse politične funkcije nazaj na prvotno mesto v kraljevem kompleksu Antananariva in obe mesti razglasil za enako pomembni, z Ambohimango kot duhovno prestolnico kraljestva. On in kasnejši vladarji v njegovi liniji so še naprej izvajali kraljeve obrede na tem mestu in redno naseljevali in preoblikovali Ambohimango do francoske kolonizacije kraljestva in izgnanstva kraljeve družine leta 1897. Pomen tukajšnjih zgodovinskih dogodkov in prisotnost kraljevih grobnic sta dala hribu sveti značaj, ki ga v Ambohimangi dodatno krepijo grobišča več Vazimb, najzgodnejših prebivalcev otoka.
Kraljevo posestvo na vrhu hriba je obdano s kompleksnim sistemom obrambnih jarkov in amnitih zidov, do njega pa vodi 14 prehodov, od katerih so bili številni zaprti s kamnitimi diski. Prehodi in stavbe znotraj kompleksa so urejeni v skladu z dvema prekritima kozmološkima sistemoma, ki cenita štiri kardinalne točke, ki izžarevajo iz središča združevanja, in pripisujejo sveti pomen severovzhodni smeri. Kompleks znotraj obzidja je razdeljen na tri manjše rova. Mahandrihono, največji kompleks, je med letoma 1710 in 1730 ustanovil kralj Andriambelomasina; ostaja v veliki meri nedotaknjen in vsebuje kraljeve grobnice, hišo kralja Andrianampoinimerina, poletno palačo kraljice Ranavalone II. in kraje, ki so bili vključeni v ključne kraljeve rituale, kot so žrtveno zebujevo pero, kraljeva kopel in glavno dvorišče. Prvotnih stavb ni več v posestvu Bevato, ki ga je pred letom 1710 ustanovil Andriamborona, in v posestvu Nanjakana, zgrajenem za kralja Andrianjafyja v poznem 18. stoletju. Hrib in njegovo kraljevo utrjeno mesto sta bila leta 2001 dodana na Unescov seznam svetovne dediščine in predstavljata edino kulturno območje Madagaskarja po uničenju zaradi požara leta 1995 v njegovem zgodovinskem pobratenem mestu, Rova Antananarivo, malo preden je slednje nameravalo vpisati v seznam. Številne vladne organizacije in organizacije civilne družbe podpirajo ohranjanje Ambohimanga z obnavljanjem poškodovanih značilnosti in preprečevanjem nadaljnje degradacije.

## Etimologija
Ime Ambohimanga je samostalniško-pridevniška zloženka v standardnem malgaškem jeziku, sestavljena iz dveh delov: ambohi, kar pomeni 'hrib' in manga, ki lahko pomeni 'sveto', 'modro', 'lepo' ali 'dobro'. Najzgodnejše znano ime za hrib je bilo Tsimadilo. Okoli leta 1700 ga je preimenoval v Ambohitrakanga ('hrib pegatk') odstavljeni princ Andriamborona, ki se je po ustni zgodovini prvi naselil na vrhu hriba s svojo družino. Hrib je svoje sedanje ime dobil po kralju Andriamasinavalonu v začetku 18. stoletja.

## Zgodovina
Centralno višavje Madagaskarja, vključno z območjem okoli Ambohimanga, so med letoma 200 pr. n. št. in 300 n. št. prvič naselili prvi naseljenci otoka, Vazimba, ki so očitno prispeli s pirogo iz jugovzhodnega Bornea, da bi ustanovili preproste vasi v gostih gozdovih otoka. Do 15. stoletja se je etnična skupina Merina z jugovzhodne obale postopoma preselila v osrednje višavje, kjer so ustanovili vasi na hribih, vmešane med obstoječa naselja Vazimba, ki so jim vladali lokalni kralji. Grobnice vsaj štirih Vazimb so na hribu Ambohimanga ali okoli njega in so romarska mesta, vključno z grobnicami Ingorikelisahiloze, Andriantsidonina, Ramombe in Kotosarotre. Sredi 16. stoletja so se različne kneževine Merina združile v kraljestvo Merina pod vladavino kralja Andriamanela (1540–1575), ki je začel vojaške pohode za izgon ali asimilacijo prebivalstva Vazimbe. Konflikt z Vazimbami je pripeljal Andriamanela do tega, da je svoje hribovsko mesto utrdil z zemeljskimi zidovi, kamnitimi prehodi in globokimi obrambnimi jarki. Ta model utrjenega mesta, imenovan rova, je širil plemiški razred po vsej Merini do francoske kolonizacije Madagaskarja leta 1895.
Najzgodnejša naselbina na višini Ambohimanga je bila najverjetneje ustanovljena v 15. stoletju, kar sovpada s prihodom Merine v visokogorje. Riževa polja so v 16. stoletju prevzela mesto prvotnih dolinskih gozdov in naraščajoče prebivalstvo v bližini dolin okoli Ambohimanga je postalo znano pod imenom klana Tantsaha ('ljudje obdelovane zemlje'). Glede na ustno zgodovino  je bil prvi, ki je naselil mesto Ambohimanga rova, Andriamborona, odstavljeni princ visokogorskega ozemlja Ima, ki se je okoli leta 1700 preselil na takrat nenaseljen vrh hriba v spremstvu svojega nečaka, njegove žene in njegove matere Ratompobe. Kralj Merina Andriamasinavalona (1675–1710), ki je vladal iz svojega kraljevega posestva v Antananarivu, je opazil kres, ki ga je prižgala družina na južnem pobočju hriba 24 kilometrov stran. Zaradi prepoznavnosti mesta iz njegove prestolnice je Andriamasinavalona želel Ambohimango kot rezidenco za svojega sina Andriantsimitoviaminiandriana. Andriamborona in njegova družina so se strinjali, da se bodo trikrat preselili na različne dele hriba, vključno s prihodnjo lokacijo kraljevega kompleksa Bevato, kot odgovor na zaporedne prošnje kralja. Za kratek čas sta s princem živela v sosednjih hišah v Bevatu, preden so Andriamborona in njegova družina končno zapustili hrib in se odpravili v oddaljeno visokogorsko vas Ambatolampy, kjer je živel preostanek svojega življenja; kralj je odnesel njihova telesa za pokop v Ambohimangi.
Leta 1710 je Andriamasinavalona kraljestvo Merina razdelil na štiri četrti, ki so bile dane v vladanje njegovim štirim najljubšim sinovom. Andriantsimitoviaminiandriana je prejel vzhodno četrt, Avaradrano, in spremenil svojo rova v Ambohimangi v svojo prestolnico. Kot prvi kralj Avaradrana (1710–1730) je Andriantsimitoviaminiandriana zgradil tudi obrambne zidove mesta in njegov prvi sklop sedmih vrat. Namesto da bi mirno vladali svojim ozemljem, kot je nameraval Andriamasinavalona, so njegovi štirje sinovi začeli vrsto vojn, da bi prevzeli nadzor nad sosednjim ozemljem, kar je povzročilo lakoto in trpljenje med kmečkim prebivalstvom Merine. Andriantsimitoviaminiandriana je večino svojega vladanja porabil za krepitev avtoritete svojega upravljanja v Ambohimangi in privabljanje prebivalcev, da so se naselili v okoliških vaseh, medtem ko se je boril s svojimi brati, da bi povečali zemljo pod svojim nadzorom. Nasledil ga je njegov posvojeni sin Andriambelomasina (1730–1770), ki je še naprej vladal Avaradranu iz Ambohimanga v posestvu Mahandrihono, ki ga je zgradil poleg prvotnega kompleksa Besakana. Andriambelomasina je znatno razširil Ambohimango in okrepil njegovo obrambo, kar mu je omogočilo, da je uspešno odbil napad skupine bojevnikov Sakalava, ki jih je zaposloval njegov glavni tekmec, vladar Antananariva, na rova. Za svojega naslednika je imenoval svojega najstarejšega sina, Andrianjafyja (1770–1787) in določil svojega vnuka Andrianampoinimerina, da sledi Andrianjafyju po vrstnem redu. Andrianjafy, šibak in nepravičen vladar, je ohranil svojo prestolnico v Ambohimangi, kjer je zgradil novo zasebno posestvo, imenovano Nanjakana, vendar je pogosto prebival v bližnji vasi Ilafy.
Andrianampoinimerina je zrinil Andrianjafyja s prestola v nasilnem spopadu, ki se je končal leta 1787. Kralj je nato uporabil Ambohimango kot izhodišče za uspešno kampanjo, s katero je dvanajst svetih gričev Merine spravil pod svojo oblast, vključno z hribovskim mestom Antananarivo, s čimer je ponovno združil na štiri četrti razdeljeno kraljestvo Merina pod njegovo suverenostjo in konec 77-letne državljanske vojne. Da bi utrdil podporo svoji vladavini, je Andrianampoinimerina mobiliziral predstavnike številnih plemiških kast, da so sodelovali v najobsežnejšem prizadevanju doslej za razširitev in utrdbo Ambohimanga. Ukazal je zgraditi novo mestno obzidje, vrata in obrambne jarke, pa tudi palačo iz palisandra, imenovano Mahandrihono, ki jo je dal zgraditi v tradicionalnem slogu.
Po osvojitvi Antananariva leta 1793 je Andrianampoinimerina politično prestolnico Merine premaknil iz Ambohimanga na prvotno lokacijo v Antananarivo, medtem ko je Ambohimango razglasil za duhovno prestolnico kraljestva. V Ambohimangi so še naprej potekali pomembni tradicionalni obredi, Andrianampoinimerina pa je redno bival v svoji palači Mahandrihono. Njegov sin, Radama I., je v mladosti naselil posestvo Ambohimanga Nanjakana, preden se je preselil v Antananarivo, in je po selitvi pogosto obiskoval Ambohimango. Radamina vdova in naslednica, Ranavalona I., je obnovila posestvo Mahandrihono in preselila več stavb iz sestrske rova v Antananarivu v Ambohimango. Prav tako je prepovedala prašiče v Ambohimangi zaradi njihove povezanosti z Evropejci, ki so pred desetletjem širili svinjino kot vir hrane. Kasnejše kraljice so pustile svoj pečat na tem mestu, vključno z rekonstrukcijo Nanjakane, ki jo je izvedel Rasoherina, in Ranavalona II., ki je dodala dva velika paviljona v kompleks Mahandrihono, ki je odražal sinkretizem tradicionalnih in zahodnih arhitekturnih slogov.
Skozi večji del 19. stoletja in zlasti pod vladavino kraljice Ranavalone I. (1828–1861) je bilo Ambohimanga prepovedano obiskovati tujcem, kar je prispevalo k njegovi mističnosti kot »prepovedano mesto«. Ta status je ostal do leta 1897, ko je francoska kolonialna uprava prenesla vse relikvije in pomembne stvari kraljeve družine iz Ambohimanga v Antananarivo, da bi zlomila duh odpora in etnično identiteto, ki so ju ti simboli navdihnili pri Malgaših, zlasti v visokogorju. V začetku 20. stoletja se je območje še dodatno spremenilo, ko so Francozi v začetku 20. stoletja odstranili svete gozdove, ki so ostali na sosednjih vrhovih. Mesto kljub temu ohranja svoj simbolni pomen v Merini do danes.

## Postavitev
Ambohimanga je v Centralnem višavju Madagaskarja, približno 24 kilometrov severovzhodno od glavnega mesta Antananarivo. Hrib se strmo dviga približno 200 m od okoliškega terena na njegovi vzhodni strani in se postopoma spušča proti zahodu. Istoimensko kraljevo mesto, ki leži na vrhu hriba, ima panoramski razgled na okoliške hribe in doline, na pobočjih hriba in v dolini pa je obdano s hišami prebivalcev vasi Ambohimanga. Terasasta riževa polja, ki pokrivajo pobočja severno in južno od kraljevega mesta, so bila ustvarjena v 17. in 18. stoletju, da bi bila glavni vir hrane za prebivalce hriba in okoliških vasi. Greben Ambohimanga je višji od okoliških hribov in drugih med tradicionalno označenimi dvanajstimi svetimi griči Merina, kar simbolično kaže na politični pomen mesta glede na druga podobna hribovska mesta. Ta vzpetina je nudila tudi odlično razgledno točko za pregledovanje okolice za napredovanje sovražnih čet. Hrib, ki se dviga med okoliškimi dolinami in terasastimi riževimi polji, je na vrhu pokrit z gozdom, ki je bil zaradi svoje svete narave izvzet iz razširjenega krčenja gozdov v visokogorju. Unescov seznam svetovne dediščine, ki obsega hrib in kraljevo mesto na njegovem vrhu, se razprostira na površini 59 hektarjev, z varovalnim pasom 425 hektarov.

### Simbolizem
Postavitev treh kompleksov Ambohimanga in strukture v njih so sledile tradicionalni zasnovi, ki so jo v 15. stoletju vzpostavili najzgodnejši naseljenci visokogorja Merina. Po navadi je lahko rova ustanovila le andriana (plemenitaš). Njen temelj je bil zgrajen tako, da dvigne rova višje od okoliških stavb zunaj njenih zidov. V rovah je bila vsaj ena lapa (kraljeva palača ali rezidenca) ter fasana (grobnica) enega ali več ustanoviteljev mesta in družinskih članov. Obdaja tudi kianja (dvorišče), označeno z vatomasino (svetim kamnom), ki je suverena povzdigoval nad ljudstvo za predajo kabaryja (kraljevih govorov ali odlokov). Vladarjevo stanovanje je praviloma stalo v severnem delu rova, zakonec ali zakonca pa v južnem delu.
V Ambohimangi, tako kot na drugih mestih rova, kardinalna in navpična postavitev teh različnih tradicionalnih komponent uteleša dve kozmološki predstavi prostora, ki sta obstajali v tradicionalni Merini. Starejši sistem je urejal družbenopolitični red in je temeljil na konceptu štirih kardinalnih točk, ki izžarevajo iz združevalnega središča. Novejši sistem, uveden z astrologijo Arabcev pomorščakov, je urejal duhovni red in dajal poseben pomen severovzhodu. Sveti vzhodni deli Ambohimanga so vsebovali strukture, povezane s čaščenjem prednikov, vključno s kraljevimi grobnicami, bazeni s sveto vodo, ki so se uporabljali v kraljevih obredih, in številna drevesa Ficus in Draceana, ki so bila simbol kraljevine. Severni del najdišča je lokacija dvorišča, kjer so bile kraljeve sodbe izrečene z vrha vidnega granitnega balvana, v skladu z malgaškim povezovanjem med severno kardinalno točko, moškostjo in politično močjo. Hiše kraljevih žena so bile prej v južnem delu mesta, kardinalni točki, tradicionalno povezani z ženskostjo in duhovno močjo. Ti konkurenčni kozmološki sistemi se odražajo tudi v postavitvi glavnih mestnih vrat na kardinalne točke, kot tudi v severovzhodnih vratih, rezerviranih za uporabo s strani suverena in posvečenih njihovi vlogi v svetih ritualih.
Usmerjenost in postavitev številnih struktur v Ambohimangi sta bili kopirani iz starejšega pobratenega mesta Ambohimanga, rova v Antananarivu, ki prav tako uteleša oba tradicionalna pojmovanja prostora. Postavitev mesta Ambohimanga glede na Antananarivo prav tako odraža te sisteme. Centralno locirani Antananarivo je danes državna politična prestolnica, Ambohimanga na severovzhodu pa velja za duhovno prestolnico.
Med tema dvema sistemoma politični red prevladuje v postavitvi Ambohimanga, svetost mesta pa je bila zgodovinsko bolj eksplicitno povezana z njegovo vlogo političnega in ne astrološkega središča. Prepoved tujcev v 19. stoletju je bila na primer uzakonjena zaradi ohranitve svetosti družbenega in političnega reda, ne pa verskega reda. S spoštovanjem teh simbolnih sistemov so si zaporedni vladarji prizadevali zagotoviti blagoslov prednikov, okrepiti legitimnost svoje vladavine ter zagotoviti zaščito in stabilnost svojega kraljestva. Vendar pa je spoštovanje kardinalne delitve in simbolike prostora pri Ambohimangi šibkejše od utelešenja pomena navpičnega prostora in višine kot indikatorja ranga. Lokacija vsake nove zgradbe v kraljevem mestu je bila izbrana manj zaradi njegove kardinalne smeri kot zaradi tega, v kolikšni meri je bila locirana na višjem terenu od stavbe, ki jo je imela pred tem.

### Utrdbe
Serija zaščitnih jarkov (hadivory) in kamnitih zidov, značilnih za utrjena kraljeva mesta v Merini od 15. stoletja, obdaja vas Ambohimanga. Jarki se razlikujejo po globini do največ 30 metrov. Najstarejši jarki na tem mestu, imenovani Mazavatokana, so za sodobno rovo in zdi se, da so bili pred vladavino prvega znanega kralja na hribu, Andriantsimitoviaminiandriana; lokalno izročilo trdi, da so jih izkopali v zgodnjem 16. stoletju na ukaz kralja Andrianjaka, ki je to mesto morda uporabil kot izhodišče za vojaške ofenzive v svoji vojni proti Vazimbi. Andriantsimitoviaminiandriana je bil prvi, ki je sistematično vzpostavil mrežo obrambe okoli naselja na vrhu hriba. Ta prvi kralj Ambohimanga je izkopal rove okoli svojega posestva Bevato, ki je bilo sprva dostopno le skozi prehod, ki ga je poimenoval Ambavahadikely.
Naselbina je bila razširjena z izgradnjo jarkov, ki mejijo na drugi sosednji prostor na severovzhodu z dvema dodatnima dostopnima točkama, imenovanima Ampanidinamporona in Ambavahaditsiombiomby, slednji je naravni prehod, ki sta ga oblikovala dva balvana. Slednji vhod je bil najverjetneje uporabljen za dostop do prostora še pred uradno ustanovitvijo tamkajšnjega kraljevega mesta, zato ga arheologi štejejo za najstarejša vrata na najdišču. Po ustanovitvi rova je bil ta vhod rezerviran za uporabo s strani suverena, kar je odraz duhovnega pomena severovzhodne smeri in njene povezanosti s predniki, katerih blagoslov in hasina sta bila podlaga za oblast in legitimnost suverena. Uporabljali so ga tudi za prinašanje žrtvenega goveda v kompleks. Andriantsimitoviaminiandriana se je nato razširil proti zahodu na vrsto naravnih obramb, vključno s kamnitimi pečinami in strmimi gozdnatimi pobočji, ki so odpravili potrebo po kopanju obrambnih jarkov, in zgradil več dodatnih vrat, ki jih je poimenoval Ambavahadimahazaza, Andranomboahangy in Ambavahadiantandranomasina. Andrianampoinimerina je razširil jarke okoli mesta z uporabo dela fanampoana. Med njegovo vladavino je bil izkopan jarek, ki v celoti obkroža hrib, poleg obstoječih pa je bila izkopana vrsta jarkov, da bi dodatno zaščitili mesto pred sovražniki. Sedanji obrambni zid je bil rekonstruiran okoli leta 1830 med vladavino kraljice Ranavalone I. Ocenjuje se, da je bilo šestnajst milijonov jajčnih beljakov zmešanih z apnom, da bi dobili belilo za zunanje in notranje stene kompleksa. Do francoske kolonizacije leta 1897 in vsaj že v času vladavine Radame I. tujcem in nerezidentom ni bilo dovoljeno vstopiti v kraljevo mesto brez dovoljenja suverena.
Do kraljeve posesti je mogoče dostopati skozi skupno štirinajst kamnitih vrat. Poleg notranjih sedmih vrat, ki jih je zgradil Andriantsimitoviaminiandriana v zgodnjem 18. stoletju, obstajata zunanja stena in drugi niz sedmih vrat, ki so bila zgrajena pred letom 1794 med vladavino Andrianampoinimerina, dejanje, ki je simbolično zaznamovalo dokončanje kraljeve ponovne združitve Merine. Največja in glavna vrata so tudi najbolj dobro ohranjena in so znana kot Ambatomitsangana ('stoječi kamen'). Vsako jutro in večer je skupina dvajsetih vojakov delala skupaj, da bi na svoje mesto zakotalila ogromen kamnit disk s premerom 4,5 metra in debelino 30 cm, ki je tehtal približno 12 ton, da bi odprl ali zaprl vrata. Ta oblika vrat (vavahady v malgaškem jeziku), značilna za večino obzidanih kraljevih vasi Merina, zgrajenih med letoma 1525 in 1897, je varovala vaščane pred roparji. Vhod je na vrhu z opazovalnico. Drugi glavni vhod, imenovan Andakana, je v zahodni steni. Tudi njegov kamniti disk je nedotaknjen, pot do njega pa je tlakovana z rezanimi kamni. Tako Ambatomitsangana kot Andakana sta veljali za prehoda živih; trupel ni bilo mogoče prevažati skozenj, prehod pa je bil onemogočen vsem, ki so pred kratkim prišli v stik z mrtvimi. Severni prehod, imenovan Miandrivahiny, ohranja svoj dobro ohranjen kamniti disk in je bil eden od dveh vhodov, ki sta bila uporabljena, kadar je bilo treba prenesti trupla na lokacijo ali iz nje; drugi prehod za trupla se je imenoval Amboara. Tudi kamniti disk na južnem prehodu Andranomatsatso je v dobrem stanju. Ta prehod, kot tudi Antsolatra in Ampitsaharana, so bili predvsem uporabljeni kot razgledne točke. V poznem 18. stoletju je Andrianampoinimerina zamenjal vrata Ambavahadiantandranomasina z drugimi iz lesa namesto iz kamna in jih preimenoval v Ambavahadimasina. On in njegovi nasledniki so obrili majhen kos lesa s te preklade, da so prižgali sveti ogenj na ognjišču, ki je imel obredno vlogo v tradicionalnem obredu obrezovanja. Rdeča zemlja v notranjosti vrat in vrsta lesenih desk, s katerimi je bil obložen pristop k vratom, so veljali za svete in vojaki ali drugi, ki so pričakovali potovanje stran od Merine, so s seboj odnesli prgišča zemlje in kos lesenih desk, odhajajoč v prepričanju, da jim bo to zagotovilo varno vrnitev.
Več velikih kamnov je postavljenih v tla blizu vrat ali na točkah zunaj obzidja Ambohimanga. Vladarji so stali na teh kamnih, vsak je bil označen z različnimi imeni, da bi govorili javnosti. Na jugu sta bila kamna, imenovana Ambatomasina in Ambatomenaloha, medtem ko je bila Ambatorangotina na severozahodu. Zadnji kamen je bil še posebej pomemben: tukaj je dvanajst voditeljev klana Ambatofotsy prvič izjavilo, da zavračajo Andrianjafyjevo vladavino in svojo zvestobo njegovemu nečaku Andrianampoinimerinu. Ko je prevzel prestol, je Andrianampoinimerina to mesto uporabil za prvo razglasitev novih zakonov in odlokov, ki so bili kasneje objavljeni po vsem kraljestvu. To je bilo tudi glavno mesto v Ambohimangi za delitev pravice. Po Andrianampoinimerininem nasledstvu na prestolu je žrtvoval črnega zebuja, katerega mati je umrla, imenovanega Lemainty ('črni'), s ponavljajočimi se udarci sulice; po smrti je bila žival razrezana na kose in pokopana na mestu. Lemaintyja so nato redno omenjali v kraljevih govorih in odlokih, da bi namigovali na usodo tistih, ki so se napačno skušali odreči zaščiti svojega skrbnika, suverena, in njegovih zakonov.

### Naravne lastnosti
Dva posvečena, s kamnom pokrita izvira v bližini napajata potok, za katerega verjamejo, da ima očiščevalno moč in teče skozi tamponsko območje, ki obdaja kraljevo mesto. Njihova voda je bila uporabljena za oblikovanje svetega jezera Amparihy, ki je bilo umetno ustvarjeno vsaj v 18. stoletju, da bi zagotovilo vodo za polnjenje dveh ceremonialnih bazenov, zgrajenih znotraj kompleksa Ambohimanga. Ustna zgodovina pripisuje nastanek jezera Andrianampoinimerini. Po poročanju je zaposlil okoliške vaščane, da so izkopali jezero na mestu, kjer je izviralo močvirje ob vznožju hriba. Pred prvotnim polnjenjem jezera z vodo, ki so jo v pečenih lončenih kozarcih nosili s svetih mest Alasora, Antsahatsiroa in Anosibe, je bila stvaritev jezera posvečena z žrtvovanjem zebuja na mestu; Andrianampoinimerina naj bi prav tako vrgel bisere in srebrne prstane v jezero, da bi ga slovesno odprl.
Gozd v Ambohimangi je bil deležen običajne zaščite in danes predstavlja največji od zadnjih preostalih fragmentov primarnih gozdov, ki so prej prekrivali visokogorje. Vsebuje reprezentativen izbor avtohtonih drevesnih in rastlinskih vrst, zlasti endemično drevo zahana (phyllarthron madagascariensis) in vrsto avtohtonih zdravilnih rastlin, od katerih imajo mnoge tradicionalni ali duhovni pomen. Primeri so avtohtoni grm Anthocleista, za katerega se tradicionalno verjame, da privablja strele in je pogosto posajen v grozdih poleg vasi; rastlina Dracaena (zmajevec), ki se tradicionalno uporablja za žive meje in sadi na svetih mestih v dolinah ali drugih naravnih značilnostih, kamor so ljudje prihajali komunicirat z duhovi prednikov; in plezalka Phyllarthron, ki je bila posajena v svetih goščavah in pridelana zaradi lesa, ki se je tradicionalno uporabljal za izdelavo ročajev za različna orodja. Nedavna in naraščajoča prisotnost dveh tujih vrst (zlatega bambusa in lantane) ogroža celovitost ekosistema območja. Lokalni upravni organ trenutno izvaja aktivnosti za izkoreninjenje prodirajoče vegetacije.

### Vasi
Vasi, ki obkrožajo kraljevo mesto, segajo vsaj v 16. stoletje, ko so bile doline okoli hriba Ambohimanga prvič spremenjene v riževa polja. Po ustanovitvi kraljevega mesta na vrhu hriba so zaporedni vladarji uvedli predpise za urejanje razvoja teh vasi in upravljanje subjektov, ki v njih živijo. Pod Andrianampoinimerino so kvote določile določeno število hiš za člane vplivnih klanov v določenih soseskah okoli hriba. Ta kralj je določil tudi pravila za izboljšanje sanitarnih razmer, vključno s standardi čistoče na domačih dvoriščih in karanteno ljudi, ki trpijo zaradi določenih bolezni. Ranavalona I. je določila fizične značilnosti novozgrajenih hiš, vključno z njihovo velikostjo in dekorativnimi značilnostmi. Leta 1862 je Radama II. dovolil skupini kristjanov, da se pogajajo s starešinami Tsimahafotsy za izgradnjo prve cerkve v vasi, vendar so Tsimahafotsy prošnjo sprva zavrnili. Kraljeva naslednica, kraljica Rasoherina, je kasneje prosila kristjane, naj se ne zbirajo v zaprtih prostorih za bogoslužje v Ambohimangi v čast svetosti prednikov. Dvor je leta 1869 pokristjanil Ranavalono II. in zunaj vzhodnih mestnih vrat so zgradili majhno kapelo, vendar stalna cerkev v Ambohimangi ni bila zgrajena do leta 1883. Po požaru, ki se je zgodil leta 1870 med obiskom Ranavalone II. v Ambohimangi, je kraljica odredila, da so lahko hiše v vasi zgrajene iz opeke, materiala, ki je bil prej rezerviran za gradnjo grobnic in zidov. Vrsta fady (tabujev), ki jih je določil Andrianampoinimerina, še naprej velja v vasi in vključuje prepovedi koruze, buč, prašičev, čebule, ježev in polžev; uporaba trsja za kuhanje; in sečnja ali zbiranje lesa iz svetih gozdov na hribu.

## Skupine
Vsaka od treh skupin stavb, ki so jih v rovu zgradili zaporedni vladarji Merine, ima različne arhitekturne sloge, ki odražajo dramatične spremembe, do katerih je prišlo v Merini med vladavino Kraljevine Madagaskar v 19. stoletju, ki je zaznamovala prihod in hitro širitev evropskega vpliva na kraljevem dvoru. Lokacija vsebuje mešanico tradicionalnih Merina in evropskih slogov in metod gradnje. Prevladujoče arhitekturne značilnosti in ureditev kraljevega mesta sledijo tradicionalnemu modelu gradnje rov, ki je prevladoval v visokogorju od 15. stoletja. Po tradiciji so domovi živih zgrajeni iz lesa in rastlinja (živi materiali), grobnice mrtvih pa iz kamna (hladen, inerten material). Izbor specifičnih lesnih in rastlinskih materialov, uporabljenih pri gradnji, ki so bili vsak zase prežeti z izrazitim simbolnim pomenom, je odražal tradicionalne družbene norme in duhovna prepričanja. Od leta 1996 so številne stavbe obnovili z uporabo tradicionalnih materialov in gradbenih praks, ki ustrezajo obdobju, v katerem so bile stavbe prvič postavljene.

### Skupina Bevato
Najzgodnejšo kraljevo sestavo stavb v Ambohimangiju, Bevato ('številno kamnov', imenovano tudi Fidasiana-Bevato), je prvi ustanovil Andriamborona, ki je v poznem 17. stoletju tam zgradil hiše zase in za svojo družino. V njem je živel Andriantsimitoviaminiandriana od 1710 do 1730, v tem času pa je trikrat razširil posestvo. Kompleks je bil prvotno obdan z nizkim skalnim zidom, ki ga je pod Andriambelomasino nadomestila lesena palisada. Ranavalona I. je razširila posestvo proti zahodu s premestitvijo majhne hiše, v kateri je bil kraljevi idol Rafantaka; nadaljnja širitev proti zahodu je bila dokončana pod Ranavalono II. Pod Ranavalono I. in njenimi nasledniki je Besakana služila kot rezidenca vladarjevih sorodnikov med njihovimi obiski v Ambohimangi. Vse stavbe na kompleksu so uničili Francozi, ki so na mestu zgradili šolo (Ecole Officiel), kasneje pa je sledila mestna hiša Ambohimanga (Tranompokonolona), ki je bila porušena po ponovni osamosvojitvi Madagaskarja.

### Skupina Mahandrihono
Sestavina Mahandrihono ('zna čakati') je najbolj obsežna in dobro ohranjena struktura rova v Ambohimangi. Leži vzhodno od osrednjega dvorišča in sedi na višji nadmorski višini kot Bevato, kar simbolično predstavlja večji politični pomen. Prvič jo je ustanovil Andriambelomasina v začetku 18. stoletja med vladavino svojega očeta Andriantsimitoviaminiandriana. Andriambelomasina je posestvo obdal s kamnitim zidom in v njem zgradil tri hiše kot bivališča za svoje otroke – dve hiši dvojčka (tranokambana), postavljeni ena poleg druge, z imenom Mahandry ('zna čakati') in Tsararay ('ima dobrega očeta') in tretja z imenom Manandraimanjaka ('ima očeta, ki vlada') - z imeni teh hiš se je trudil ponazoriti, da ni imel namena uzurpirati svojega očeta. Ko je Andriantsimitoviaminiandriana končno umrl, ga je Andriambelomasina pokopal za hišama dvojčkoma. V času Andrianampoinimerine je ta kompleks ustrezal kompleksu Mahandrihono na rova v Antananarivu, ki je bil rezerviran samo za kralja, njegova rezidenca pa je bila poleg grobov prednikov.
Andrianampoinimerina je odstranil dvojčka, da bi zgradil veliko večjo rezidenco Mahandrihono, ki je bila okrašena s srebrnimi pticami in verigami. Razširil je tudi kompleks in dodal drugo ogrado iz lesa voafotsy (ki se vsako leto zamenja) okoli zunanjosti kamnitih sten. Mandraimanjaka je bil odstranjen in na njegovem mestu je Andrianampoinimerina zgradil hišo z majhnim stolpičem, ki jo je poimenoval Manjakamiadana ('kjer je dobro vladati') in jo označil za rezidenco kraljevega sampyja (idola), imenovanega Imanjakatsiroa in skrbniki, ki so bili določeni za njegovo zaščito. V bližini sta bila shranjena še dva idola: Ifantaka, ki je bil shranjen v hiši v posestvu Bevato, in Kelimalaza, stražil v svoji hiši v soseski Ambohimanga v Ambohimiraryju. Pod Radamo I. je bil kamniti zid okrepljen s palisadami, ki so obdajale tri hiše, od katerih sta bili dve hiši dvojčici, podobni tistim, ki jih je zgradil Andriambelomasina. Ranavalona I. je povečala dvorišče kompleksa in razširila Manjakamiadano. Zgradila je kamnite zidove, ki trenutno obdajajo kompleks, kot tudi njegova dva kamnita prehoda. Ranavalona II. je na kamnite zidove kompleksa ponovno dodala palisade. Porušila je Manjakamiadano in na njenem mestu zgradila dva hibridna malgaško-evropska paviljona z uporabo lesa iz zgodovinske in duhovno pomembne hiše Masoandro, ki jo je Ranavalona I. odstranila iz kraljeve posesti Antananarivo. Francoski general Joseph Gallieni je v zgodnjih letih francoskega kolonialnega obdobja uporabil te stavbe z evropskim vplivom kot svojo poletno rezidenco. Leta 2013 so prvotna hiša Andrianampoinimerina, rekonstruirane grobnice in dva kraljeva paviljona ohranjeni v kompleksu, ki vključuje tudi stražni stolp, pero za žrtvene zebuje in dva bazena, zgrajena med vladavino Ranavalona I.
- Palača Mahandrihono je bila dom kralja Andrianampoinimerina
- Kraljevi ostanki so pokopani v grobnicah pod "tranomasino"
- Pero (fahimasina) za daritveni zebu

### Skupina Nanjakana
Skupina Nanjakana je najvišje dvignjena od treh skupin v rovah v Ambohimangi. Ta kompleks, ki je severovzhodno od Mahandrinoroja, naj bi prvi zgradil Andrianjafy v poznem 18. stoletju. Severno od kompleksa je kamnita plaža, ki ponuja jasen pogled na okoliška območja, kamor naj bi Andrianampoinimerina prišel razmišljat o svoji vojaški strategiji za prevzem Merine pod svoj nadzor. Med pogrebom kraljice Ranavalone I. leta 1861 v kompleksu Nanjakana je iskra pomotoma vžgala bližnji sod smodnika, ki je bil namenjen za uporabo na slovesnosti, kar je povzročilo eksplozijo in požar, ki je ubil številne mimoidoče in uničil tri zgodovinske kraljeve rezidence kompleksa.

## Ohranjanje in upravljanje
Priljubljena turistična destinacija, Ambohimanga je leta 2011 sprejela 97.847 obiskovalcev. Obiskovalcem svetovne dediščine se zaračuna pristojbina, ki se večinoma uporablja za plačilo za ohranitev območja. Občina Ambohimanga Rova je majhna, a cvetoča podeželska vas, ki živi od kmetijstva in storitev, zagotovljenih turistom in romarjem, ki obiščejo kraljevo mesto. Večjezične vodnike lahko najamete na tem mestu, da zagotovijo podrobne opise njegovih značilnosti in zgodovine.
Obseg območja, ki je trenutno razvrščen kot svetovna dediščina, je bil v kraljevem obdobju pod omejenim dostopom in zaščito, od francoske kolonizacije pa je bil pod neko obliko pravnega priznanja in zaščite, saj je bil leta 1897 vključen v Službo za domene kolonij in Nacionalni popis leta 1939. Od takrat je deležen zakonite občinske zaščite in dveh državnih zakonov (sprejetih leta 1982 in 1983), ki ščitita območja zgodovinskega in državnega pomena. Urad kulturnega območja Ambohimanga (OSCAR), ki ga je ustanovilo Ministrstvo za kulturo, upravlja območje, njegove vstopnine in državne subvencije od leta 2006, ko je bil razvit petletni načrt upravljanja, ki ga bo izvajalo 30 zaposlenih v skupini. Te dejavnosti upravljanja in ohranjanja se izvajajo v sodelovanju z lokalnim prebivalstvom v podeželski občini Ambohimanga Rova. Pri varovanju najdišča sodeluje tudi Vaški odbor, ki ga sestavljajo predstavniki vseh sosednjih četrti in krajevne skupnosti. Ohranjanje Ambohimanga nadalje podpira zasebno združenje Mamelomaso, ki je prav tako dejavno v kampanji za ozaveščanje in zaščito kulturne dediščine ter je prispevalo k ohranjanju številnih drugih krajev kulturnega in zgodovinskega pomena v visokogorju. Poleg pomoči pri ponovni zasaditvi gozdov Ambohimanga je Mamelomaso prispeval k obnovi kamnov okoli izvira izvira, postavil informativne plošče okoli hriba in tlakoval številne pešpoti znotraj mesta. UNESCO je prispeval posebno finančno podporo za obnovo zgodovinskih struktur v Ambohimangi, ki so jih ogrožale izjemno močne padavine in zemeljski plazovi.
Na Ambohimanga so številni Merini od konca 19. stoletja gledali kot na utelešenje idealne družbene ureditve, ki so jo blagoslovili predniki. Pomen, pripisan mestu v Imerini, se je še povečal, ko je leta 1995 požar uničil njegovo sestrsko rova v Antananarivu, kar je prispevalo k občutku, da je Ambohimanga zadnja preostala fizična povezava s to posvečeno preteklostjo. Majhna intelektualna elita med Tsimahafotsyjevim klanom Ambohimanga in plemiči (andriana) verjame, da ima samo Ambohimanga blagoslov prednikov (hasina), da služi kot nacionalni kapital in prežema nacionalne voditelje z legitimnostjo in modrostjo, potrebno za pravilno upravljanje države. Potomci andriane so bili zato ključni pri promociji in zaščiti Ambohimanga, na primer z igranjem pomembne vloge pri uspešnem lobiranju pri Unescu, da Ambohimanga uvrsti na seznam svetovne dediščine.
Kljub tem ukrepom ohranjanje Ambohimanga ovirajo človeški in naravni dejavniki. Hitro rastoče, a razmeroma obubožano prebivalstvo okoli Ambohimanga se občasno ukvarja z nezakonitim nabiranjem rastlin in dreves iz okoliških gozdov, kar ogroža celovitost naravnega okolja. Gozdovi in leseni objekti na lokaciji so tudi dovzetni za požar. Po uničenju Ambohimangove sestrske rova v Antananarivu leta 1995, za katero je bilo splošno prepričanje, da je šlo za politično motiviran požig, so krožile govorice, da bi Ambohimanga lahko doletela podobna usoda. Ciklon Giovanna, ki je februarja 2012 preletel Madagaskar, je na mestu povzročil precejšnjo škodo. Lesene skodle Andrianampoinimerinine hiše je odtrgal veter, zaradi česar so bili zgodovinski predmeti v notranjosti izpostavljeni poškodbam. Močno poškodovana je bila tudi lesena ograja, ki obkroža kompleks Mahandrihono. Najhuje so bile prizadete rastline in drevesa na lokaciji. Uničeni so bili veliki kosi endemičnih zdravilnih rastlin in dreves v gozdu. Veliko svetih dreves, ki so senčila kraljevo mesto, je bilo izruvanih, vključno s svetimi figami okoli dvorišča Fidasiana in znotraj obora za zebuje. Dve od izruvanih dreves sta imeli poseben simbolni pomen, saj sta od 17. stoletja služili kot fizični sidri za nekatere kraljeve obrede. Kmalu po neurju je OSCAR razkril načrte za posaditev nadomestnega figovca, ki je zasenčila sveti kamen na dvorišču Fidasiana. Uničena je bila tudi večina zgodovinskih jacarand, posajenih pred več kot stoletjem pod francosko kolonialno oblastjo. Zaradi obsega škode na mestu so tradicionalisti zahtevali ponovno spoštovanje svetosti mesta z zahtevo po spoštovanju tradicionalnih tabujev, ki so jih postavili monarhi Merine. Ti vključujejo prepoved prašičev na mestu, pa tudi uživanje svinjine, tobaka, alkohola in konoplje na ozemlju kraljevega mesta.